# Saltfleetby
Saltfleetby – civil parish w Anglii, w hrabstwie Lincolnshire, w dystrykcie East Lindsey. Leży 52 km na wschód od Lincoln i 211 km na północ od Londynu. Saltfleetby jest wspomniana w Domesday Book (1086) jako Salflatebi.